# Philippe de Mazerolles

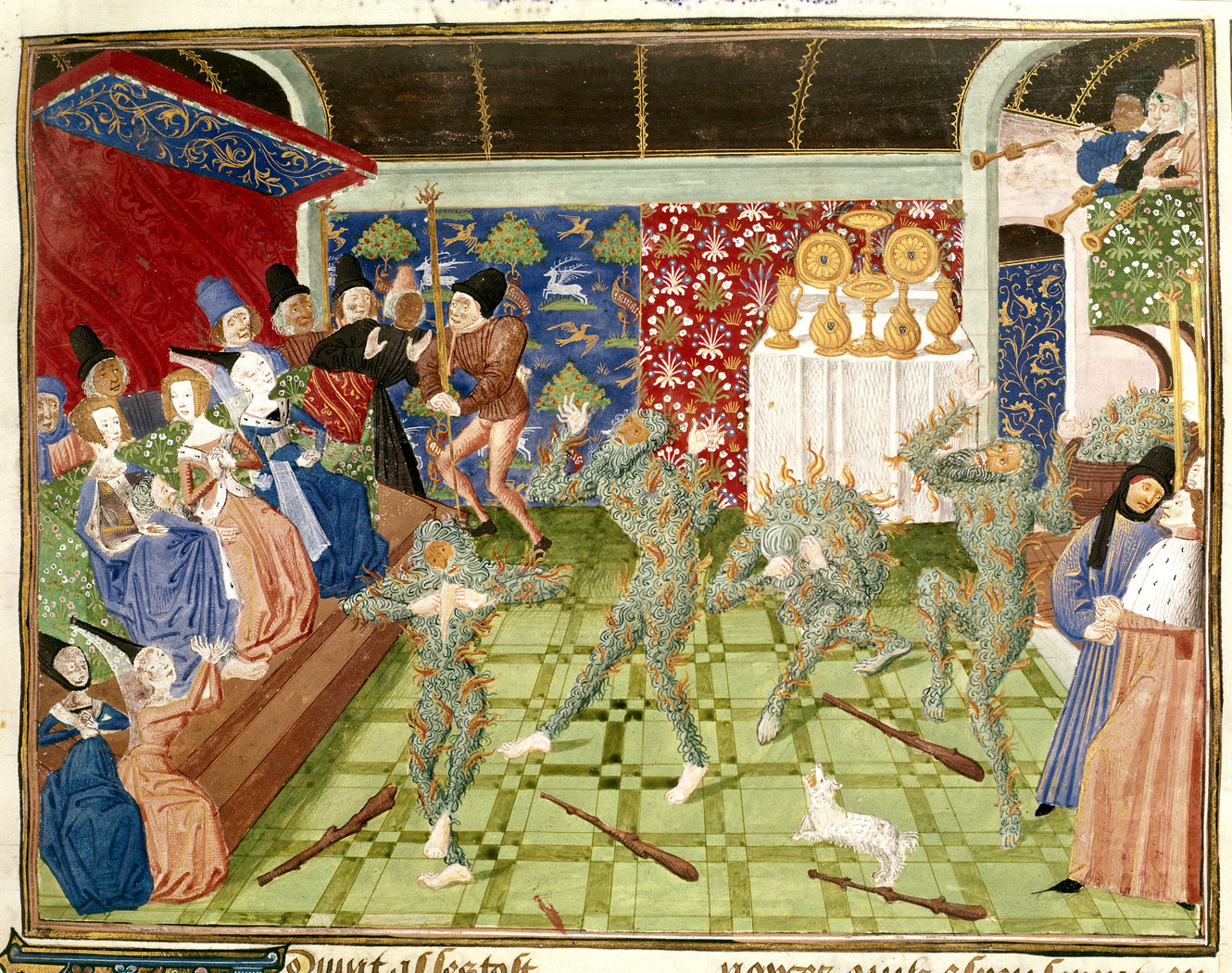
Meester van de Harley Froissart, Le bal des ardents, Kroniek van Froissart, British Library, Harley Ms. 4380.

Philippe de Mazerolles was een Franse miniaturist die zijn carrière startte in Parijs en later, waarschijnlijk omwille van economische situatie in Frankrijk naar Vlaanderen migreerde en zich in Brugge vestigde. Hij was de hofschilder van Karel de Stoute en werkte eveneens voor het Engelse hof. Zijn carrière is vrij goed gedocumenteerd via archiefstukken maar over zijn werk zijn de kunsthistorici het veel minder eens.

## Leven en werk
Philippe de Mazerolles was van Franse afkomst. Niet alleen is zijn naam Frans, maar in 1454 werkte een Philippe de Mazerolles voor Karel VII in Parijs want, zoals blijkt uit rekeningen, werd hij betaald voor van een tableau d’or, waarschijnlijk een retabel. Philippe vestigt zich omstreeks 1460 in Brugge en op 1 april 1467 volgt hij Jean Dreux op als verluchter en valet de chambre (kamerheer) bij Karel de Stoute, de hertog van Bourgondië. Van 1469 tot 1479 is hij lid van de Sint-Jans en Sint-Lucas broederschap te Brugge (vereniging zonder gildestatuut van kalligrafen, boekbinders, miniaturisten en boekhandelaars of librariërs). Hij zou overleden zijn in 1479. Zijn erfenis en die van zijn vrouw die in hetzelfde jaar overleed, werden verbeurd verklaard omdat hij onderdaan was van de koning van Frankrijk.

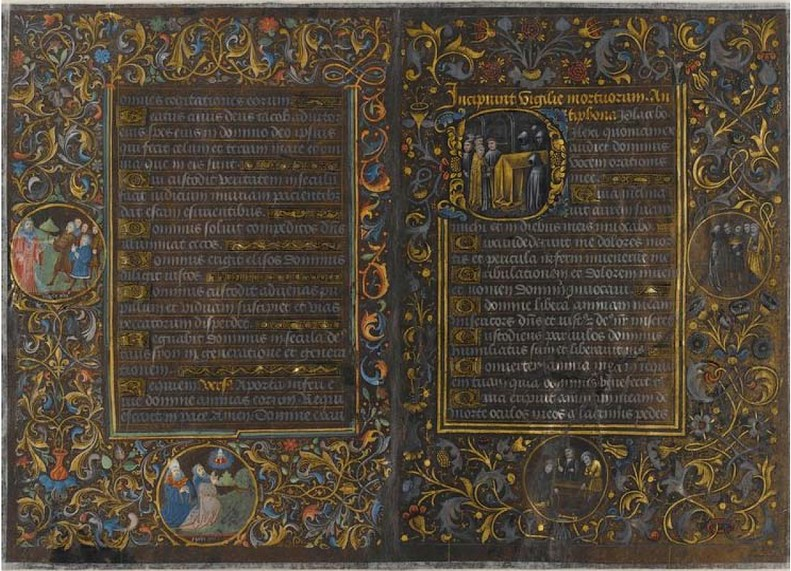
Bifolium uit een zwart getijdenboek, Louvre Ml. 1091

## Zwarte Getijdenboek
Een eerste opdracht voor de hertog die in de archieven gedocumenteerd is, bestond uit het afwerken van een zwart getijdenboek. Volgens Antoine de Schrijver zou het gaan over een onafgewerkt en niet gebonden getijdenboek dat door het Brugse Vrije aan de hertog geschonken werd op 24 februari 1466. Philippe de Mazerolles kreeg daarna van de hertog de opdracht om het handschrift af te werken, weliswaar op kosten van de schenkers. Het getijdenboek zou dan later in het bezit zijn gekomen van de hertog van Milaan, Galeazzo Maria Sforza die zijn wapen liet aanbrengen op een ongebruikt vel (zwart) perkament vooraan in het handschrift. Het wordt nu bewaard in  de Österreichische Nationalbibliothek als ÖNB ms. 1856. De toeschrijving van dit werk aan Mazerolles wordt door andere kunsthistorici tegengesproken, ze zijn zelfs van mening dat het handschrift waarvan sprake is in de archieven niet het zwarte getijdenboek van Galeazzo Maria Sforza is. Volgens hen zou een bifolium dat bewaard wordt in het Louvre (Ml. 1091v.) en één enkel blad bewaard bij de Bnf (ms. nal 149) afkomstig zijn uit het getijdenboek van Karel de Stoute dat werd afgewerkt door Mazerolles. Die drie bladen zouden trouwens het enige zijn van het boek dat bewaard werd, de rest van het handschrift ging verloren omdat het ijzersulfaat dat gebruikt was voor de zwartkleuring op het perkament invrat. Voor de toeschrijving van deze blaadjes aan Mazerolles steunt men op stilistische gronden. Het bifolium van het Louvre zou wel degelijk in Parijse stijl zijn, het Galeazzo handschrift daarentegen zou van de hand van de Meester van Antoon van Bourgondië zijn, bij wie totaal geen Franse invloeden aan te wijzen zijn. Voordien werd deze anonieme meester vaak geassocieerd met Philippe de Mazerolles, maar in recent onderzoek is men hier van afgestapt.

## Militaire ordonnanties
Een tweede werk waarvan we weten dat Philippe de Mazerolles ervoor betaald werd in 1475, was de opdracht die hij kreeg van Karel de Stoute in 1473 voor het maken van eenentwintig  handschriften contenant les ordonnances sur le fait et conduicte des gens de guerre dus instructies voor zijn legeraanvoerders over hoe zij hun troepen moesten organiseren en leiden. Van deze ordonnanties leverde Mazerolles twintig nagenoeg identieke exemplaren bestemd voor de kapiteins van de hertog en een voor Karel de Stoute zelf. Dat laatste was versierd met een volblad miniatuur die de plechtigheid van de overhandiging van de ordonnanties afbeeldt. De versierde rand van de miniatuur toont de wapenschilden van alle gebieden die in het bezit van Karel de Stoute waren. In de andere exemplaren vindt men dezelfde randversiering terug maar rond een tekstblok met een grote gehistorieerde initiaal. Ook voor de miniatuur in het Londense exemplaar zijn er verschillende toewijzingen. Otto Pächt wees ze eerst toe aan de Meester van Margaretha van York en later aan de Meester van Antoon van Bourgondië. De Schrijver herkent dan weer Philippe de Mazerolles in het centrale gedeelte van de miniatuur en assistenten van zijn atelier in de gehistorieerde initialen van de andere handschriften, terwijl de versierde rand van een andere hand zou zijn maar in alle exemplaren uitgevoerd door dezelfde miniaturist. Schandel herkent in deze randversiering de hand van Philippe de Mazerolles die in alle handschriften dezelfde was en kon doorgaan voor een soort geheim zegel van de hertog. Hij beklemtoont dat de randversiering die men vandaag als minder belangrijk en ondergeschikt aan de miniaturen beschouwd dat waarschijnlijk niet waren voor de opdrachtgevers in de vijftiende eeuw.

## Ander werk
Naast het werk voor de hertog, dat wel door de archieven gestaafd wordt maar dat moeilijk toewijsbaar is en waarvan  de toewijzing nog steeds ter discussie staat, werkte Philippe de Mazerolles ook voor Edward IV de broer van Margaretha van York en voor Lodewijk van Gruuthuse.

## Stijlkenmerken

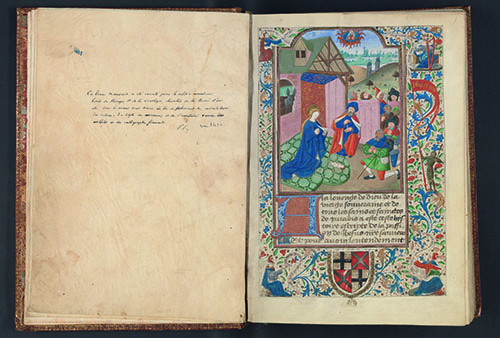
Vie et Passion de Notre Seigneur Jésus-Christ (Gruuthuse manuscript), 1460, uit de collectie van The Phoebus Foundation

De stijlkenmerken toegewezen aan Philippe de Mazerolles zijn uiteraard even wisselvallig als de toeschrijving van bewaarde werken aan hem. Diegenen die hem associëren met de Meester van Antoon van Bourgondië zien in zijn werk invloeden van Rogier van der Weyden, Hugo van der Goes en toepassing van realisme en illusionisme. Hij zou dan ook zeer bedreven zijn in de weergave van lichteffecten enzovoort. Schandel die hem in zijn recente studie (2011) associeert met de Meester van de Harley Froissart ziet in hem vooral een Parijs kunstenaar die vasthoudt aan de Franse stijl, wars van elk realisme, illusionisme en lichteffecten. Volgens hem was hij een meester in het weergeven van heraldische en zinnebeeldige motieven en was hij naast enlumineur ook librariër van de hertog wat perfect verklaart dat opdrachten waarvoor hij werd betaald dikwijls door anderen werden uitgevoerd.
- Bibliothèque nationale de France: cb146087447 (data)
- International Standard Name Identifier: 0000 0000 7891 9739
- Library of Congress Control Number: nr95040232
- Nederlandse Thesaurus van Auteursnamen: 293041903
- RKD-Nederlands Instituut voor Kunstgeschiedenis: 54262
- Système universitaire de documentation: 103591427
- Union List of Artist Names: 500046133
- Virtual International Authority File: 95985256
- WorldCat: E39PBJqfG69tRhxKxQHpYP7j4q